# Мальдонадо, Томас
Тома́с Мальдона́до (исп. Tomás Maldonado; 25 апреля 1922, Буэнос-Айрес, Аргентина — 26 ноября 2018) — дизайнер и теоретик дизайна, живописец, педагог. Ректор Ульмской школы дизайна (1958—1967), президент ИКСИД (1967—1969).

## Биография
Тома́с Мальдона́до родился 25 апреля 1922 года в Буэнос-Айресе, в семье учёного Томаса Мальдонадо Ортиса и Маргарет Бейли, эмигрантки из Шотландии. В 1942 году Томас окончил Национальную школу изящных искусств имени Прилидиано Пуэйрредона. В 1944 году он выполнил иллюстрации к стихам своего родственника, Эдгара Бейли, напечатанным в литературно-художественном журнале «Arturo». Как художник, Мальдонадо принадлежал к лагерю рационального авангарда, проявлял интерес к наследию советских конструктивистов. В 1946 году он вместе с группой единомышленников опубликовал «Манифест изобретательства», в котором изложил свою позицию по развитию искусства, в котором, по его мнению, красота реального мира приходит на смену иллюзорной эстетике, модулируемой художниками (как фигуративного, так и абстрактного направлений). В 1947 году Мальдонадо продолжил развивать идеи «конкретного искусства» в теории, а в 1948 году он совершил поездку в Италию и Швейцарию, где познакомился с одним из ведущих представителей этого направления, швейцарским художником и архитектором Максом Биллем. Первая встреча с Биллем стала для Мальдонадо судьбоносной: кроме него на ней присутствовали супруги Отль Айхер и Инге Шолль, приехавшие из Ульма с целью привлечь Билля к участию в проекте по созданию учебного заведения по образцу Баухауза.
По возвращении в Аргентину Мальдонадо, ставший убеждённым сторонником швейцарской школы «конкретного искусства», опубликовал в 1949 году в журнале «Cea» статью «Промышленный дизайн и его социальное значение», поясняющую понимание автором целей работы дизайнеров как создание не только красивой, но и целесообразной, «качественной» формы, что отличает «честное» формообразование от стилизации. В 1951 году он стал редактором журнала, посвященного искусству, дизайну, архитектуре и типографии, под названием «Nueva Visión». В этом журнале Мальдонадо опубликовал ряд своих статей, посвященных «конкретному искусству» и «реальному формообразованию».

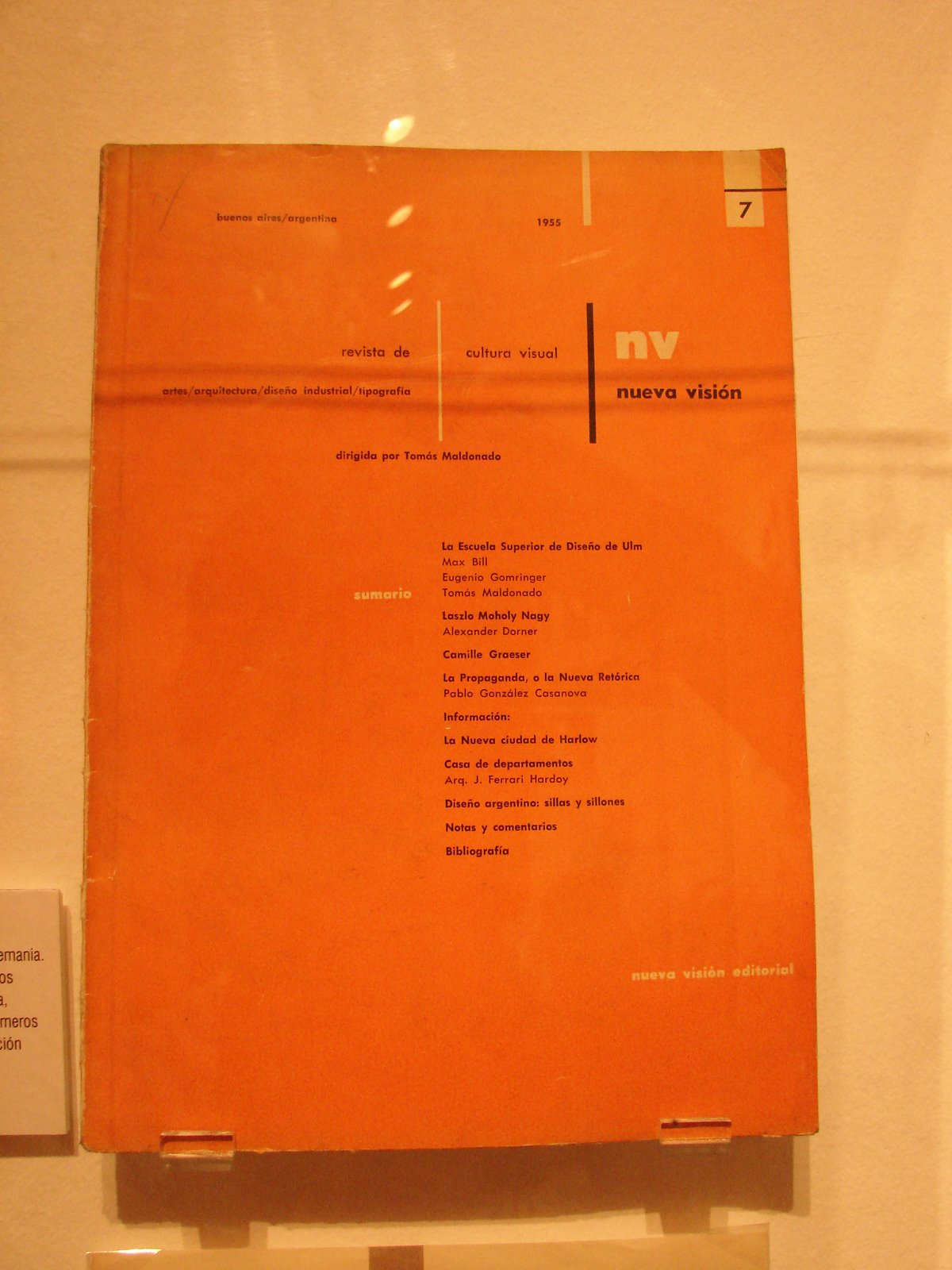
журнал «Nueva Visión», 1955 год

В августе 1954 года Мальдонадо с женой переселился в ФРГ, и вскоре стал членом коллектива преподавателей Ульмской школы дизайна, руководителем которой был Макс Билль. На тот момент руководством школы декларировалась преемственность от Баухуза в педагогической программе и творческом подходе, общая программа образования была составлена в соответствии с идеями ректора о формообразовании. Уже на тот момент проявились противоречия между взглядами Билля и Мальдонадо, которые последний в 1955 году изложил в статье «Социальные аспекты подготовки проектировщиков в Высшей школе дизайна», опубликованной в журнале «Nueva Visión». В дальнейшем разногласия между Биллем и Мальдонадо, которого поддерживали Айхер, Гугелот, Цайшегг и другие, только усилилась. При общей поддержке идей Баухауза Мальдонадо и его единомышленники требовали тщательного анализа педагогической концепции школы и приведения её в соответствии с реалиями современности. В результате, Макс Билль в 1956 году оставил пост ректора школы, через некоторое время отказался от руководства архитектурным отделением, а в 1957 году вышел из состава учредителей Фонда Шолль и покинул Ульм. Ректором Ульмской школы стал Томас Мальдонадо.

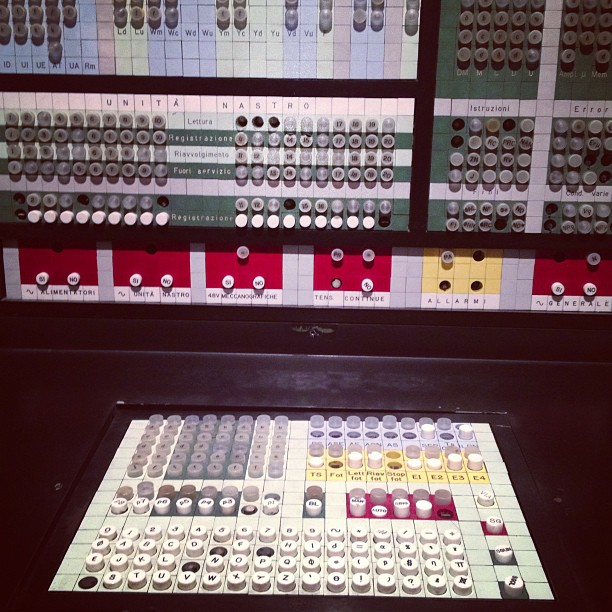
Клавиатура ЭВМ Olivetti Elea-9003.
Т. Мальдонадо и Г. Бонсип, 1959 год.

Возглавив школу, Мальдонадо начал продвигать свой взгляд на дизайн как на самостоятельную проектную деятельность, ориентирующуюся на множество научных, технических, производственных и экономических факторов. Он утверждал, что дизайн — это не искусство, и эстетический фактор является лишь одним из многих, на которые должен ориентироваться дизайнер. Также он противопоставлял дизайн деятельности по улучшению покупательных характеристик предмета в интересах бизнеса. Взгляды Мальдонадо получили известность и признание в Германии и за рубежом благодаря публикациям в журнале «Ulm» (издававшемся школой на трёх языках), выступлениям на дизайнерских конференциях, а также практических результатах работы студентов школы над фирменным стилем фирмы «Braun», швейными машинками «Praff», клавиатурой ЭВМ Olivetti Elea-9003, медицинских аппаратов, мебели, выставочного оборудования и посуды. Позиция Мальдонадо относительно целей дизайнерской деятельности вызывала острые дискуссии в профессиональном сообществе, так как он критически рассматривал такие подходы к дизайну как коммерческий, художественный, а также утопически-социалистический. На втором конгрессе Международного совета общество промышленного дизайна (ИКСИД) им было озвучено своя трактовка понятия «дизайн»: «Дизайн — это деятельность, главная цель которой — выявление качества промышленно выпускаемых изделий с точки зрения их формообразования. Это не внешние признаки, а главным образом конструктивные и функциональные связи, которые делают их логически оправданными как для изготовителей, так и для потребителей. Если оформление изделий зачастую является результатом стремления сделать их более привлекательными или скрыть их внутренние недостатки, то их формообразование — результат учёта и согласования всех факторов, участвовавших в процессе их создания (функциональных, культурных, технологических и экономических). Другими словами, оформление имеет характер случайности, а формообразование составляет нечто реальное, соответствующее внутренней организации изделия, одновременно с ним возникающее и развивающееся».
В течение 1960-х годов Мальдонадо продолжал развивать научный подход к проектированию, включающий в себя высшую математику, эргономику, эвристику, социальную психологию и т. д. Он выступал с публичными докладами и публиковал статьи. Также Мальдонадо участвовал в практической деятельности студентов школы, под его руководством были выполнены проекты систем электронного оборудования для операционных «Типо-1» (1962—1963 годы, совместно с Ги Бонсипом и Рудольфом Шарфенбергом), серии экскаваторов (1964 год, совместно с Шарфенбергом), электронных калькуляторов (1966 год), знаковых систем (совместно с Ги Бонсипом).
В 1965 году Мальдонадо был приглашён в Королевский колледж искусств в Лондоне в качестве преподавателя на курс Летаби (названый в честь Уильяма Летаби), затем читал лекции в Принстонском университете и выступал на Аспенской конференции в 1966 году. В 1967 году в Ульмской школе начался внутренний кризис, в результате которого Мальдонадо был вынужден её покинуть. В этом году он был избран президентом ИКСИД до 1969 года. На конгрессе ИКСИД в Лондоне в 1969 году было утверждено новое определение промышленного дизайна, предложенное Мальдонадо. 

Промышленный дизайн — творческая деятельность, целью которой является выработка формальных качеств промышленных изделий. Эти формальные качества включают не только внешние черты изделия, но главным образом структурные и функциональные взаимосвязи, которые превращают изделие в единое целое с точки зрения как потребителя, так и изготовителя. Промышленный дизайн стремится охватить все аспекты окружающей среды, которые обусловлены промышленным производством.
Оригинальный текст (англ.)Industrial design is a creative activity whose aims is to determine the formal qualities of objects produced by industry. These formal qualities are not only the external features but are principally those structural and functional relationships which convert a system to a coherent unity both from the point of view of the producer and the user. Industrial design extends to embrace all the aspects of human environment, which are conditioned by industrial production.
— История ICSID на официальном сайте ICSID.
После истечения срока президентских полномочий Мальдонадо поселился в Италии, где занимался преподавательской деятельностью в университете в Болонье, а затем в Миланском политехническом университете, а также писал книги. В 1977 году Мальдонадо стал главным редактором журнала «Casabella», занимая эту должность по 1981 год. В 1994 году он участвовал в открытии отделения промышленного дизайна в Миланском политехническом университете. В 1995 году был награждён престижной премией «Золотой циркуль» (Compasso d’Oro), в 1998 году получил государственную премию Италии «За вклад в область науки и культуры». Наблюдая переход человечества в цифровую эпоху, Мальдонадо анализировал особенности новой цифровой среды в ряде работа на эту тему, в 2007 году по инициативе Ги Бонсипа была издана его книга «Цифровой мир и проектирование».

## Основные труды
- Max Bill. Buenos Aires, 1955.
- Ulm, Science and Design. 1964.
- Disegno industriale: un riesame. Milano, 1976.
- Is Architecture a Text?
- Towards an Ecological Rationalism.
- Technique and Culture, the German debate between Bismarck and Weimar.
- El futuro de la modernidad. Colección Júcar Universidad nº30, Madrid, 1990.
- Critica de la razon informatica. 1998.
- The Heterodoxo 1998.
- Tomás Maldonado: escritos preulmianos : recopilación y selección de textos a cargo de Carlos A. Méndez Mosquera y Nelly Perazzo. Buenos Aires, Ediciones Infinitio, 1997.
- Digitale Welt und Gestaltung: Ausgewählte Schriften zur Gestaltung. Birkhäuser Basel-Boston-Berlin, 2007.